# Can't Help Singing
Can't Help Singing (Brasil: Vivo para Cantar / Portugal: O Amor Triunfa) é um filme norte-americano de 1944, do gênero faroeste musical, dirigido por Frank Ryan e estrelado por Deanna Durbin e Robert Paige.
Filmado em belas locações no Utah, Can't Help Singing é o primeiro e único filme em cores de Deanna Durbin. Nada disso foi suficiente para deter o declínio da popularidade da atriz.
O filme foi indicado ao Oscar de Melhor Trilha Sonora e de Melhor Canção Original ("More and More", composta por Jerome Kern e E.Y. Harburg).

## Sinopse
Filha de rico senador, Caroline Frost abandona o lar e vai para o Velho Oeste, disposta a casar-se com o Tenente Robert Latham, contra os desejos do pai. Contudo, no caminho ela conhece o aventureiro Lawlor e o convence a acompanhá-la até a Califórnia, para onde Robert foi transferido. No caminho, porém, os dois se apaixonam e enfrentam juntos mineradores, índios e bandidos, acompanhados por dois desajeitados ladrões russos. Quando chegam ao destino, são recebidos por um Robert disposto a lutar pela moça...

## Premiações
| Patrocinador                                  | Prêmio | Categoria                                                    | Situação |
| --------------------------------------------- | ------ | ------------------------------------------------------------ | -------- |
| Academia de Artes e Ciências Cinematográficas | Oscar  | Melhor Canção Original Melhor Trilha Sonora de Filme Musical | Indicado |

## Elenco
| Ator/Atriz       | Personagem            |
| ---------------- | --------------------- |
| Deanna Durbin    | Caroline Frost        |
| Robert Paige     | Lawlor                |
| Akim Tamiroff    | Gregori               |
| David Bruce      | Tenente Robert Latham |
| Leonid Kinskey   | Koppa                 |
| June Vincent     | Senhorita McLean      |
| Ray Collins      | Senador Martin Frost  |
| Andrew Tombes    | Sad Sam               |
| Thomas Gomez     | Jake Carstairs        |
| Clara Blandick   | Titia Cissy           |
| Olin Howland     | Bigelow               |
| George Cleveland | Marshal               |